# Lathrotriccus
Lathrotriccus är ett fågelsläkte i familjen tyranner inom ordningen tättingar. Släktet omfattar endast två arter med utbredning i Sydamerika från östra Colombia till norra Argentina samt på Trinidad:
- Ockratyrann (L. euleri)
- Gråbröstad tyrann (L. griseipectus)